# Rebecka Blomqvist
Rebecka Blomqvist ( PRONÚNCIA; Uddevalla, 24 de julho de 1997) é uma futebolista sueca que atua como atacante (pt: avançada). 
Atualmente joga pelo VfL Wolfsburg, clube sediado na cidade de Wolfsburg na Alemanha.
Integra a Seleção Sueca de Futebol Feminino desde 2019. 

## Carreira
Depois de passar os primeiros anos profissionais no clube juvenil Kopparbergs/Göteborg Fotboll Club e chamar a atenção com excelentes atuações, ela se mudou para o campeão alemão em série, o VfL Wolfsburg, durante as férias de inverno de 2020/2021. Ela fez sua estreia pelo Wolfsburg em 5 de fevereiro de 2021 na partida contra o Turbine Potsdam, marcando seu primeiro gol na Bundesliga.
Rebecka Blomqvist Integrou a  Seleção Sueca de Futebol Feminino na Copa do Mundo de Futebol Feminino de 2023, tendo a Suécia ficado em 3.º lugar, e conquistado a medalha de bronze.

## Clubes
Jogou por vários clubes: 
- IK Rössö (2013–2014)
- BK Häcken (2014–2020)
- VfL Wolfsburg (2012-)

## Títulos
Rebecka Blomqvist conquistou vários títulos durante a sua carreira desportiva: 
- Jogos Olímpicos – Futebol feminino – 2020
- Copa do Mundo de Futebol Feminino -  2023
- Campeonato Sueco de Futebol Feminino – 2020
- Copa da Suécia de Futebol Feminino – 2018/2019
- Campeonato Europeu de Futebol Feminino Sub-19 – 2014/2015
- Campeonato Alemão de Futebol Feminino – 2021/2022